# Merișoru, Dâmbovița
Merișoru (în trecut, Valea Rea) este un sat în comuna Vârfuri din județul Dâmbovița, Muntenia, România.
Denumit cu ani în urmă Valea- Rea deoarece pe timpuri era socotit cel mai rău sat așezat, format din gospodăriile clăcașilor alungati de pe moșia lui Gheorghe Grigore Cantacuzino dincolo de apa Valea Rea. Este adevărat că traiul lor a fost foarte greu. Numele satului este pomenit și în documentele voievodului Simion Movila. Numele actual al satului s-a atribuit datorită numărului mare de merișori sălbatici ce se găsesc în pădurea din apropiere. Satul ocupă partea de sud- est a comunei. Are o suprafată de 3,50 Kmp și un număr de 115 gospodării.